# Cichorium intybus

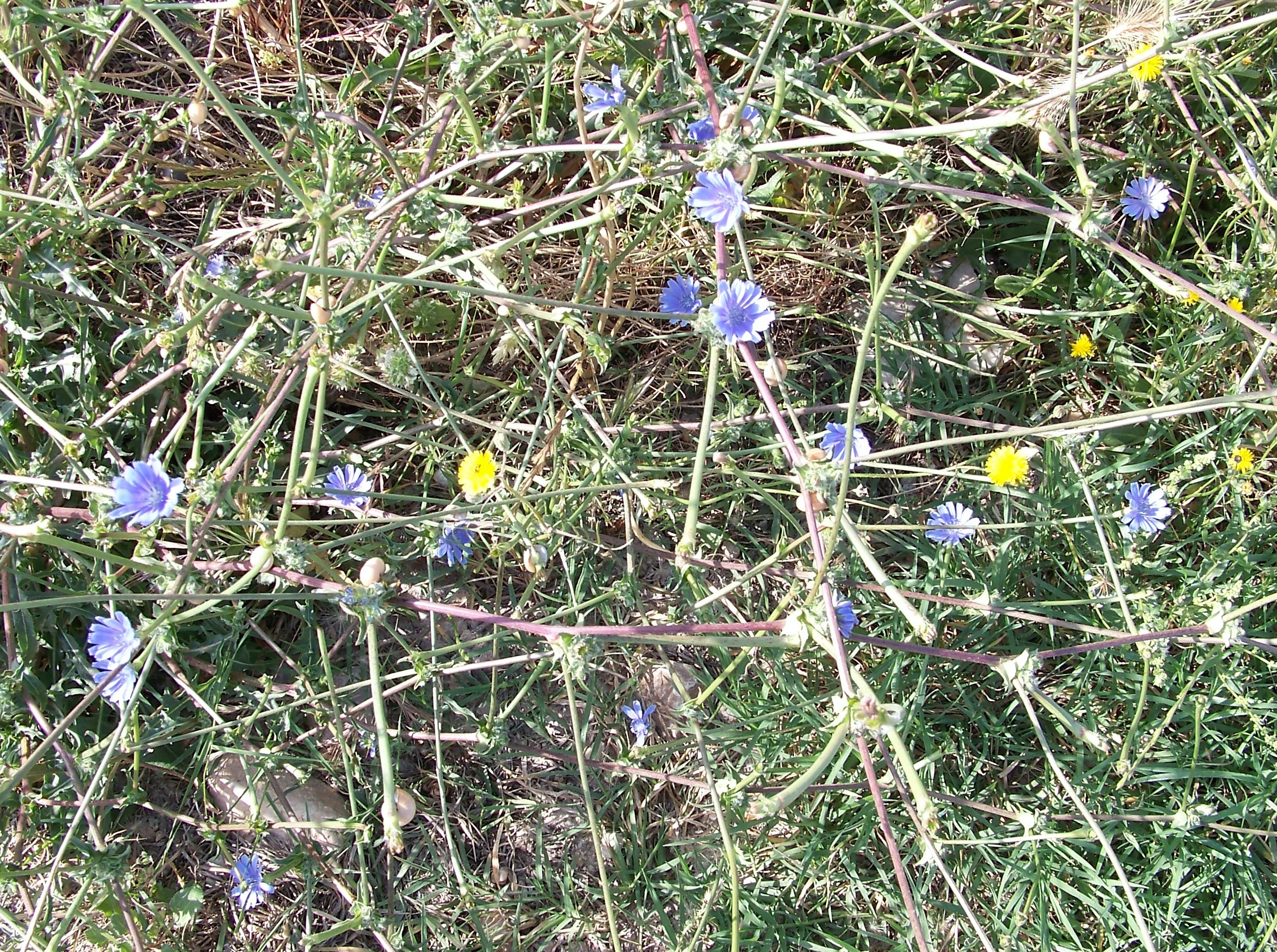
Aspecto general

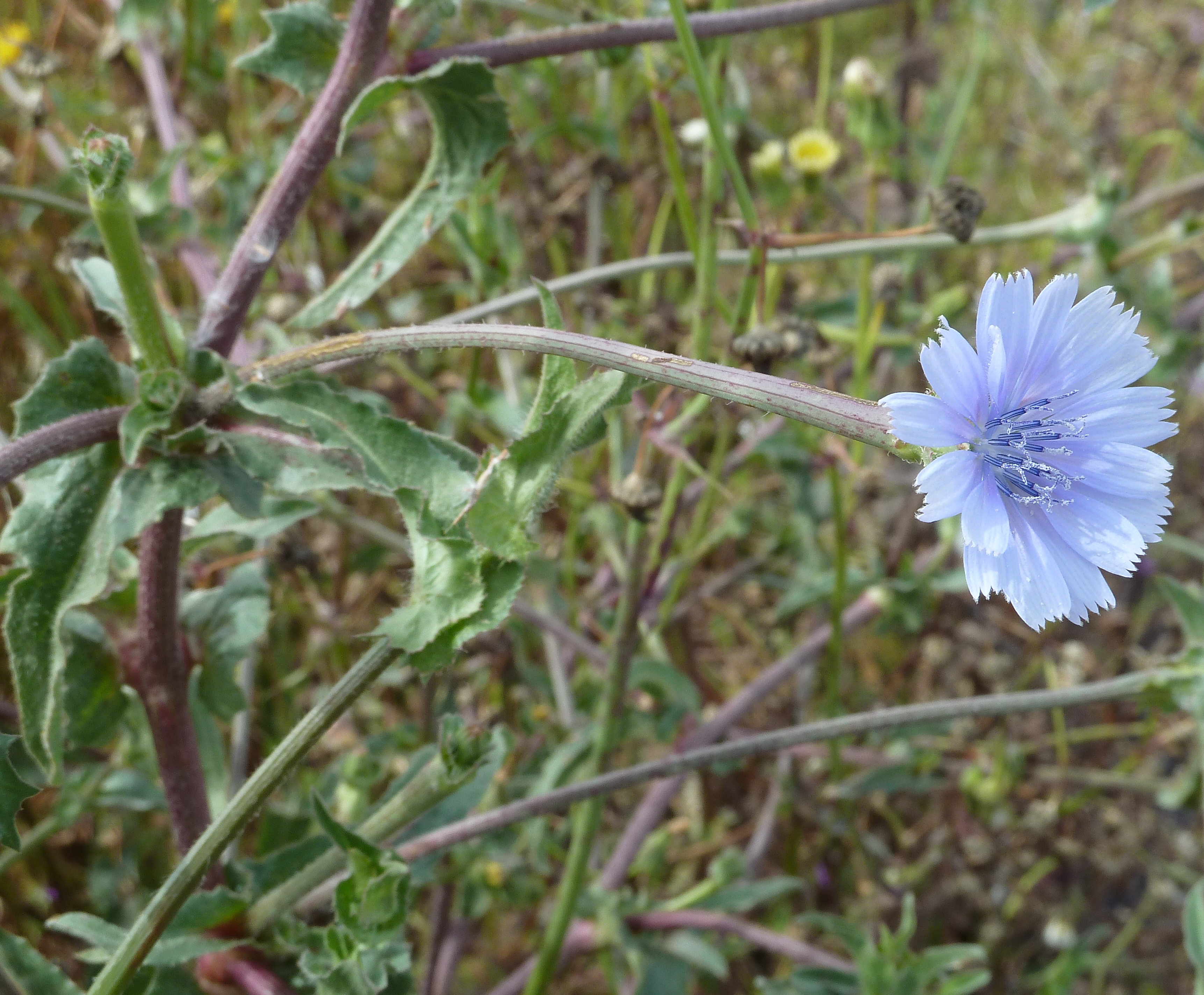
Flor con su largo, rígido y estriado pedúnculo.

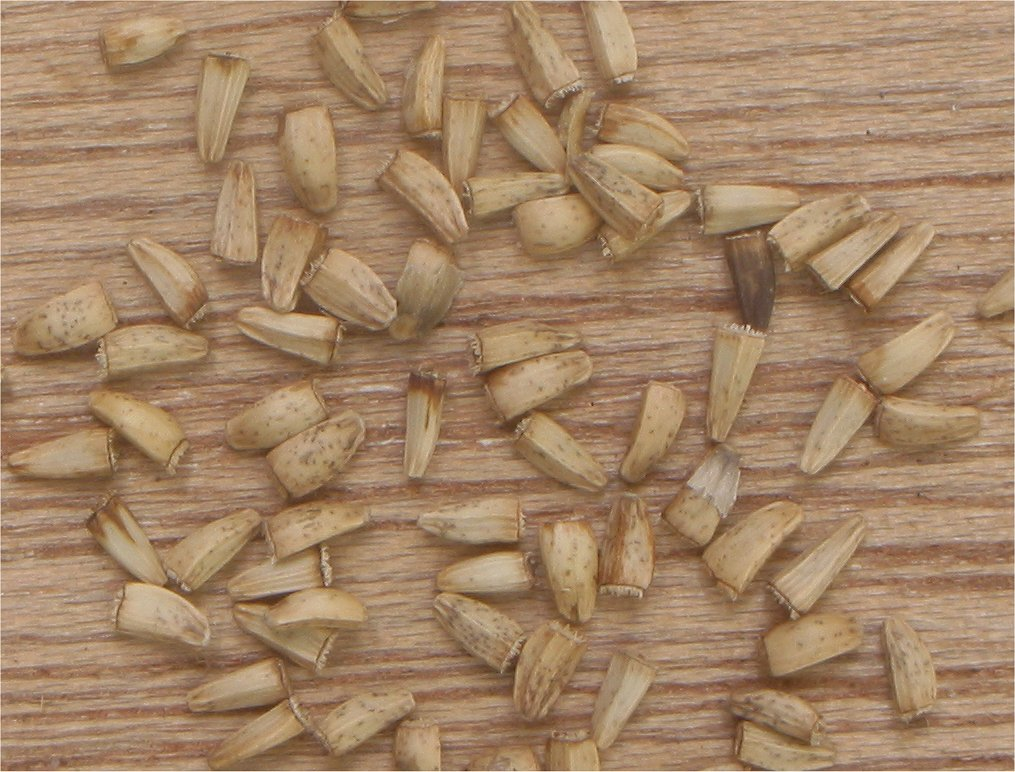
Aquenios

Cichorium intybus, llamada comúnmente escarola o achicoria común, es una planta herbácea perenne de la familia de las asteráceas; procede originariamente del Viejo Mundo, donde se reproduce de manera silvestre en los prados y campos en barbecho, así como a la vera de los caminos (Carlos Linneo, en su descripción original de 1753, señala textualmente: Habitat in Europa ad margines agrorum viarumque ("Habita en Europa en los bordes de los cultivos y de los caminos"). Se ha naturalizado en varias regiones de América, África, Asia y Oceanía. En Europa se cultiva especialmente en el norte de Francia, Bélgica, Alemania y España. Planta cosmopolita, de excelente dispersión, prefiere suelos bien drenados, no necesariamente fértiles y ambientes soleados. Desde el siglo XVII, la infusión de su raíz tostada se usa como sustituto o adulterante del café.

## Descripción
Es una hierba robusta perenne, más o menos pubescente, que puede alcanzar el metro de altura, de profunda raíz única, cónica, gruesa y pivotante. Muestra numerosas ramificaciones; las hojas basales son espatuladas, semicarnosas, suavemente dentadas, y las ubicadas en la parte superior del tallo se encuentran reducidas a brácteas. La floración, entre julio y septiembre, da lugar a inflorescencias liguladas de color azul-lila más o menos intenso e incluso rosa o blanco, sostenidas por un pedúnculo largo, rígido y estriado longitudinalmente; la flor tiene la particularidad de no abrirse más que a pleno sol, y seguir la trayectoria de éste, al igual que los girasoles. Son hermafroditas, de reproducción autógama la mayoría de las veces. El fruto es un aquenio poligonal, con una corona (vilano) muy corta de diminutas escamas.[cita requerida]

## Historia
El uso medicinal de la achicoria es viejo, como lo demuestra su presencia en la Capitulare de villis vel curtis imperii, una orden emitida por Carlomagno que reclama a sus campos para que cultiven una serie de hierbas y condimentos incluyendo "intubas" identificada actualmente como Cichorium intybus. Dada la característica que tiene su flor de seguir al sol, también recibía el nombre de "solsequium".

## Usos

### Gastronomía
Desde el siglo XVII la infusión de su raíz tostada se utiliza como sucedáneo del café o como adulterante de este último, un uso particularmente frecuente en las ocasiones en que las restricciones al transporte impidieron la importación de productos tropicales y que llevó a la expansión de su cultivo durante las Guerras Napoleónicas.
Como vegetal de ensalada su uso se remonta sólo al siglo XIX, pues el marcado sabor amargo de la intibina que contiene hace que las hojas maduras no sean por lo general aptas para el consumo. Se cree que las observaciones realizadas en el jardín botánico de Bruselas a mediados de ese siglo llevaron a los jardineros a notar que los brotes tiernos de invierno, sobre todo si se los protege del sol fuerte, resultan más suaves de sabor. Las variedades modernas han sido en gran medida seleccionadas para prevenir concentraciones muy altas de intibina, de todos modos, por lo que se consume hasta más entrado el año.
Una variedad nativa del norte de Italia, conocida como radicchio muestra hojas muy distintas, formando un cogollo denso de color violáceo, provocado por la antocianina, el mismo compuesto que da su color a las flores, que se consumen también como vegetal de ensalada o cocidas a la plancha.
Las hojas de esta planta son uno de los ingredientes del preboggion, mezcla de hierbas típica de la cocina de Liguria.

### Medicina
Desde la Edad Media C. intybus se emplea con propósitos medicinales; con el nombre de solsequim aparece ya en las leyes agrarias dictadas por Carlomagno. Paracelso la recomendaba en emplastos para las irritaciones de la piel, y en infusión para tratar enfermedades del sistema digestivo y del hígado, y como estimulante de la bilis. Esta planta también puede utilizarse para lavado de eccemas, aunque en personas proclives puede provocar reacciones alérgicas.

#### Propiedades
- estimula el funcionamiento adecuado del hígado;[5][6][7][8]
- estimula la secreción de bilis,
- desintoxicante y depurativa (colagogos y coleréticos);
- cicatrizante;
- sedante;
- diurética.
- expulsión de gusanos intestinales.

#### Modo de empleo
- En jugos de la planta completa para su acción depurativa, desintoxicante y diurética.
- En cocimiento para los problemas digestivos, de 5 a 10 g (2 cucharadas) en un litro de agua hirviendo; dejar hervir por 5 a 8 minutos. Reposar 5 a 10 min, colar y tomar como "agua de tiempo". Para problemas digestivos y nerviosos.
- En forma de cataplasma: sola o combinada con otras plantas, para heridas, verrugas o tumoraciones externas.
- En ensaladas: consumirla al natural; es ideal para mantener sano el hígado y el sistema nervioso equilibrado, aunque también produce flatulencias y expulsión de gases.

Otros usos medicinales, ver: Plantas medicinales.

## Hojas de achicoria

### Variedad silvestre
Las hojas de la achicoria silvestre son amargas. Su amargor,  por raro que parezca, es apreciado culinariamente en algunas regiones italianas como Liguria y Apulia y también en España, Grecia y Turquía. Las escarolas propiamente dichas son un cultivo de temporada fría, son mucho más resistentes al frío que la lechuga. Necesitan una buena fertilidad en el terreno pero no son exigentes en cuanto a las condiciones del suelo y van bien en terreno arcilloso. La siembra se hace en semillero, en verano,  y la cosecha se lleva a cabo durante el invierno y la primavera. Se atan durante unos días antes de cosecharlas para que las hojas interiores sean blancas
  Así en la cocina de Liguria la achicoria silvestre es ingrediente del 'pregobion', una mezcla de hierbas,  a modo de ensalada, típica de esta región. También se usa en la cocina hortelana griega y en la de Puglia (Italia) se combinan con un puré de habas tradicional conocido como "Fave e Cicorie Selvatiche".

En Albania estas hojas sustituyen a las espinacas. Se preparan escaldándolas ligeramente y aliñadas con aceite de oliva. Además se usan como relleno del  bureca ("Börek").Se reduce el sabor amargo tras cocerlas y escurrir el agua. Posteriormente se pueden saltear acompañados de ajo, anchoas y otros ingredientes. La mezcla resultante es muy apreciada como guarnición para los platos de pasta y de carne.

### Variedad cultivada
La achicoria cultivada se consume utilizando sus hojas como ensalada. El cultivo se divide en tres tipos de los cuales hay muchas variedades:

- El llamado Radicchio o 'achicoria italiana' tiene las hojas variegadas de rojo o de rojo y verde. Muchos se circunscriben, con sólo este nombre, únicamente a la variedad que tiene nerviaciones blancas y hojas rojas. También se conoce con el nombre de 'endivia roja' o 'achicoria roja'. Posee un sabor amargo y picante a la vez que se modera cuando se asa o tuesta a la parrilla. Su uso está generalizado en toda Italia, preparado con ligeras variantes según las regiones y los gustos. El más famoso de todos es el de "Treviso" (conocido como "Radichio Rosso di Treviso"), de Verona. Otro famoso es el de Chioggia ("Radichio Rosso de Chioggia"). Ambos están clasificados como productos tradicionales con denominación de origen geográfica protegida (IGP),  de la Unión Europea.[13][14][15] Con pequeñas variantes, también son comunes en Grecia. [cita requerida][16]

- El llamado El pan de azúcar tiene el aspecto de una lechuga romana, también llamada 'cos' o 'escarola' con las hojas muy apretadas.

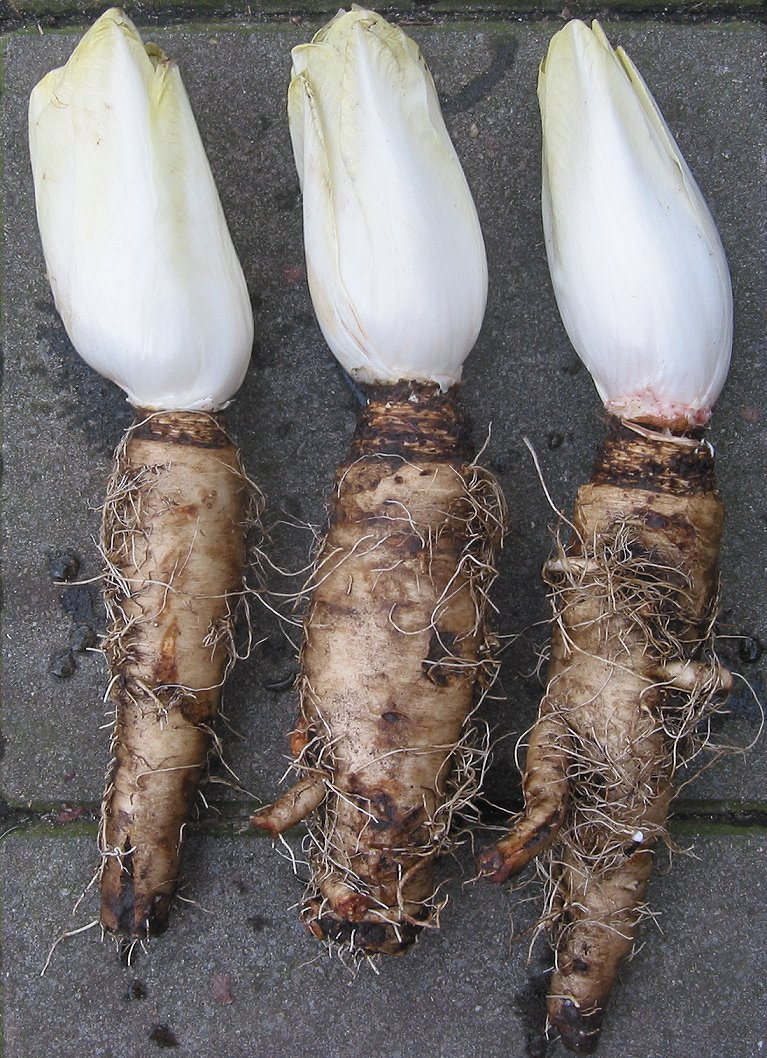
Witloof, endibia belga

- La endivia Belga que en neerlandés se denomina "witloof",  (hoja blanca) ha llevado este mismo nombre a los Estados Unidos y a Australia, donde raramente se usa el de 'endibias'. En España reciben este último nombre, al igual que en Italia ('indivia'), mientras que en inglés en el Reino Unido se llaman 'chicory' y en Francia usan el de 'chicoria endivia' salvo en la Región valona  que usa el de "chicon".[17]

La endibias poseen una pequeña protuberancia o 'cabeza' de color crema y hojas amargas. Se cultivan de una manera muy diferente de la achicoria 'escarola'. En primer lugar se hace el plantel y se mantienen en todo momento bajo tierra o en interior, lejos del contacto lumínico solar. Esto evita que las hojas se tornen verde y que se abran, proceso llamado técnicamente 'etiolación'. Salen al mercado envueltas en papel azul para protegerlas de la luz y preservar su delicado sabor. Cuanto más blancas son, menos amargas resultan al paladar.  Posteriormente se llevan al aire libre donde se deja crecer.  Sólo debe sobresalir del suelo un pequeño brote de hojas. Es importante, antes de cocinarlo, cortar la parte radicular de la base para evitar un excesivo amargor.
Las suaves y cremosas hojas blancas se pueden servir de muchas maneras: pochadas, hervidas, salteadas, en ensalada... como plato propio o bien se pueden añadir a otras salsas como cremas de leche o bien comer cruda tal cual.  Bélgica exporta su endibia ('chicon/witloof') a cerca de 40 países.
La técnica de cultivo de la endibia llamada 'blanqueado' que consiste en evitar que la fotosíntesis y en consecuencia la producción de clorofila, fue descubierta por casualidad en 1850 en la localidad belga de Schaerbeek. En la actualidad el mayor productor de endibias es Francia.

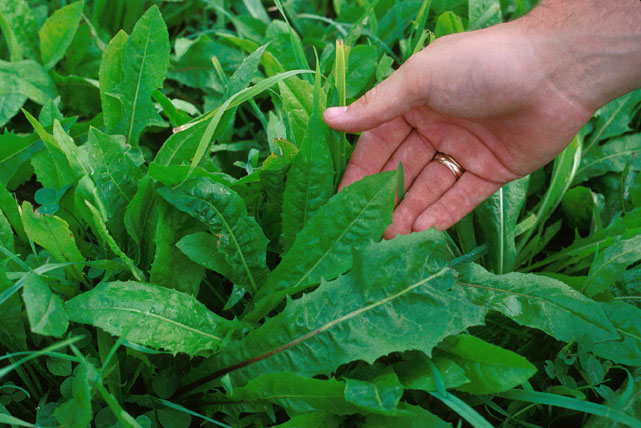
hojas no lobuladas

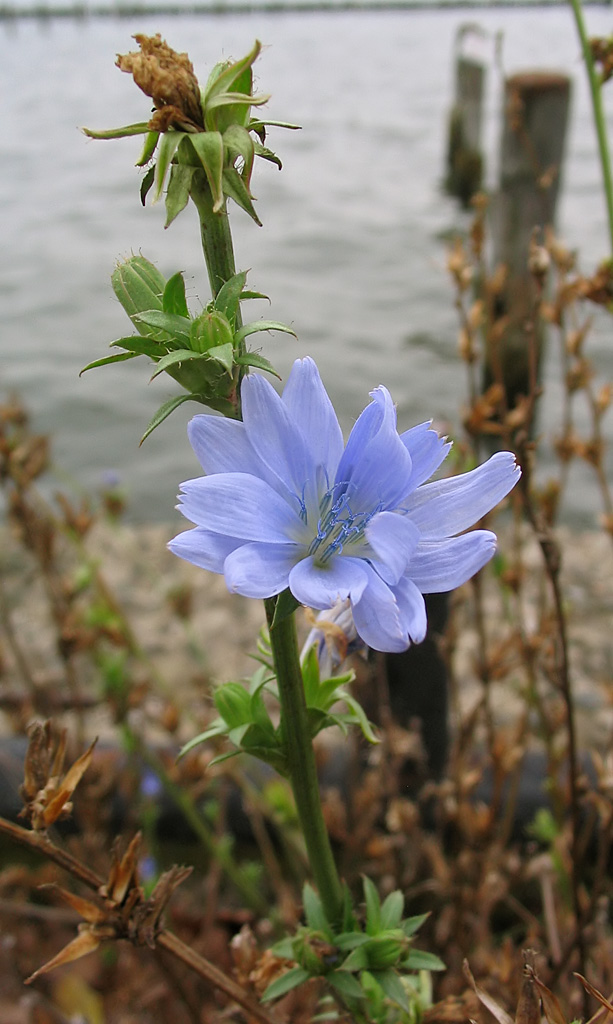
Inflorescencias de la variedad de hojas azules. Nótense las dos filas de brácteas.

La Achicoria Catalana (conocida también, en Italia, como  'puntarella')  forma una subfamilia completa (incluye algunas variedades de la endibia belga y algunas del 'Radicchio') usado por toda Italia.

Aunque la achicoria de hoja se llame "Endibia", la verdadera 'endibia' es una especie diferente del mismo género. No debe confundirse con la "Endibia belga".

## La achicoria de raíz
La llamada 'achicoria de raíz' (Cichorium intybus var. sativum) ha sido cultivada en Europa como sucedáneo del café. Se recolecta la raíz y tras su limpieza se tuesta, pica y muele. También se puede usar añadida al café.  El producto rinde más y gana en suavidad.  Este uso es típico de toda el área Mediterránea, en donde la raíz es nativa.  También se añade al café filtrado que se consume en la India y en muchos países del sudeste asiático, Sudáfrica, el sur de los Estados Unidos (Nueva Orleans, Lousiana). Durante las épocas de crisis económicas el mercado de esta mezcla se hace más intensivo.  Así sucedió durante la 'Gran depresión' de 1930 y durante los conflictos bélicos de ámbito mundial en toda Europa. La achicoria junto al azúcar de remolacha y el centeno se usó con profusión en Alemania para elaborar la bebida llamada Mischkaffee o café de mezcla. Fue una salida que propició el gobierno alemán a lo que se llamó 'Crisis del café en la Alemania Oriental' que se extendió entre los años 1976-79.
Algunos destiladores de cerveza  'fuerte' usan achicoria tostada para dotarla de un sabor propio. Y este sabor, al que los consumidores están acostumbrados, recuerda vagamente al café.  Otros industriales continentales añaden achicoria a la cerveza fuerte y rubia típica de los Países Bajos. Las llamadas de fermentación 'alta'.  Es un modo de incrementar el sabor del lúpulo. El resultado en la llamada "witlofbier" que es el nombre de la planta en neerlandés.
Hacia el año 1970 se descubrió que la raíz de achicoria contenía un 20% de inulina, un polisacárido similar al almidón. La inulina se encuentra sobre todo en las plantas de la familia de las Asteráceas a modo de almacén de carbohidratos. Esto ocurre en la 'alcachofa de Jerusalén', en la 'dalia', en el 'yacón', etc.  Se usa como edulcorante en la industria alimentaria. Su potencial como dulce es 1⁄10 de la sacarosa.

A veces se añade inulina a los yogures como medio prebiótico, y está incrementando su popularidad como fuente de fibra dietética y como alimento funcional. El extracto de raíz de achicoria es un suplemento dietético y aditivo alimenticio. Se elabora mezclando molienda de raíces secas con agua. Luego de removido el producto se extrae la porción insoluble mediante filtración y centrifugación. Otros métodos se pueden añadir para extraer los rastros pigmentados de azúcar. Se pueden comercializar posteriormente como fibra soluble.  La raíz molida fresca, ya preparada, contiene, por peso en seco un 68% de inulina, 14% de sacarosa, 5% de celulosa, 6% de proteína, 4% de cenizas residuales y 3% de otros componentes. El extracto seco de raíz de achicoria contiene, por unidad de peso, el 98%  de inulina y el 2% de otros componentes. Mientras que la raíz seca normal contiene de un 13 a un 23% de inulina por peso.

## Taxones infraespecíficos
Todos los descritos son considerados meros sinónimos.

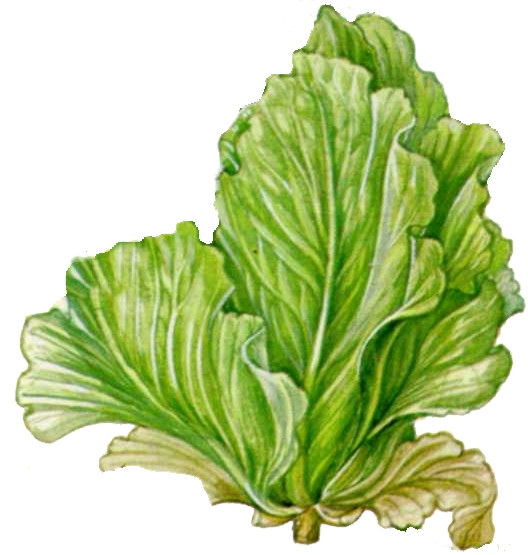
Ilustración

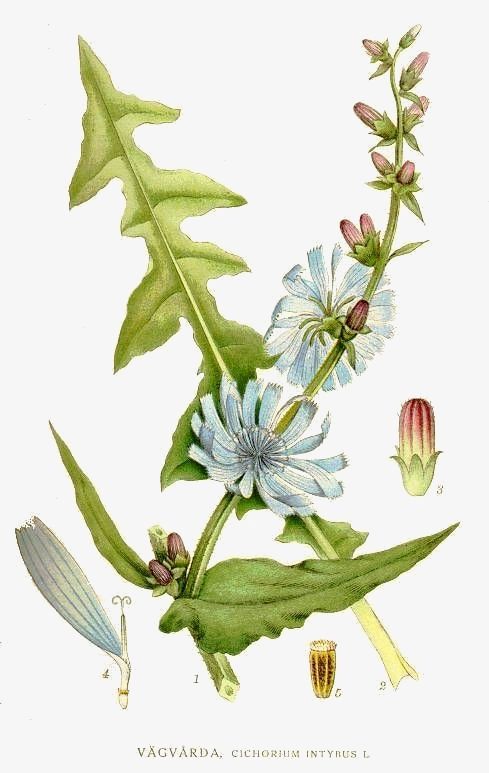
Ilustración de Cichorium intybus L. en Carl Axel Magnus Lindman, Bilder ur Nordens Flora, Stockholm, 1917-1926.

## Taxonomía
Cichorium intybus fue descrita por Linneo y publicado en Species Plantarum, vol. 2, p. 813 en 1753.
Sinonimia
- Cichorium balearicum  Porta
- Cichorium byzantinum Clementi
- Cichorium caeruleum Gilib. nom. invalid.
- Cichorium cosnia C.B.Clarke
- Cichorium cicorea Dumort.
- Cichorium commune Pall.
- Cichorium divaricatum Heldr. ex Nyman non Schousb.
- Cichorium glabratum C.Presl
- Cichorium glaucum Hoffmanns. & Link
- Cichorium hirsutum Gren.
- Cichorium illyricum Borb.
- Cichorium intybus f. alba Farw.
- Cichorium intybus subsp. balearicum (Porta) Gand.
- Cichorium intybus var. callosum (Pomel) Maire
- Cichorium intybus f. crispum Makino
- Cichorium intybus subsp. foliosum (Hegi) Janch.
- Cichorium intybus var. foliosum Hegi
- Cichorium intybus var. glabratum (C.Presl) Batt.
- Cichorium intybus subsp. glabratum (C.Presl) Arcang.
- Cichorium intybus var. glabrum (C.Presl) Gren. & Godr.
- Cichorium intybus subsp. glaucum (Hoffmanns. & Link) Tzvelev
- Cichorium intybus var. longipes Faure & Maire
- Cichorium intybus var. radicosum Alef.
- Cichorium intybus f. rubicunda Farw.
- Cichorium intybus f. sativum (DC.) Bisch.
- Cichorium intybus subsp. sylvestre
- Cichorium intybus var. eglandulosum Freyn & Sint.
- Cichorium intybus var. indivisum Vis.
- Cichorium officinale Gueldenst.
- Cichorium perenne Stokes
- Cichorium rigidum Salisb. nom. illeg.
- Cichorium sylvestre (Tourn.) Lam. nom.illeg.
- Cichorium sylvestre Garsault nom. invalid.
- Endivia hortensis Hill[27][28]

## Nombres comunes
- Castellano: abalea (2), achicorea, achicoria (48), achicoria amarga (en Bolivia[29] o "philliyuyu"[29] (nombre quechua)[29] o "chancoroma"[29] (aymara)[29])(6), achicoria borde, achicoria brava, achicoria de balea, achicoria de burro, achicoria de hojera, achicoria negra, achicoria silvestre (en Argentina[30][29] fue propuesto como nombre patrón para la especie por Petetín en 1984.[31] Otros nombres: "achicoria",[29][30][32][33])(19), achicorias (4), achicorias amargas, aguachicoria, almeirón, almerón, almirones, almirón (en Argentina[30]) (8), almirón amargo (3), almirón de Andalucía, amargón (9), azapuerco, azuletes, balea (2), baleo, camaroja, camarroja (6), camarrojo, camarroya (3), chicoreta, chicoria (13), chicoria amarga, chicoria azul, chicoria blanca, chicoria común, chicoria de botica, chicoria loca, chicoria negra, chicoria silvestre, chicorias (3), cicoria, endivia (3), endivia silvestre, escamarroja, escarola, escoba (2), escoba rastrera, farinera, jarritas, lecheriega, lecherina, mamporrina, mazapuerco, pan y queso, pichones dulces, pimpolla, porrinos, radicheta (en Argentina[29][30][33] "yerba amarga",[30]), ramaoya (2), ripias, salcillo, ternasol, ternasoles, ternillo, yerba del café (en Argentina[30]).

Entre paréntesis, la frecuencia de los vocablos en España.